# Saletas (Alt Loira)
Salettes és un municipi francès situat al departament de l'Alt Loira i a la regió d'Alvèrnia-Roine-Alps. L'any 2007 tenia 153 habitants.

## Demografia

### Població
El 2007 la població de fet de Salettes era de 153 persones. Hi havia 72 famílies de les quals 32 eren unipersonals (24 homes vivint sols i 8 dones vivint soles), 24 parelles sense fills, 12 parelles amb fills i 4 famílies monoparentals amb fills.
La població ha evolucionat segons el següent gràfic:
Habitants censats

### Habitatges
El 2007 hi havia 313 habitatges, 83 eren l'habitatge principal de la família, 211 eren segones residències i 20 estaven desocupats. Tots els 313 habitatges eren cases. Dels 83 habitatges principals, 66 estaven ocupats pels seus propietaris, 7 estaven llogats i ocupats pels llogaters i 9 estaven cedits a títol gratuït; 1 tenia una cambra, 3 en tenien dues, 17 en tenien tres, 21 en tenien quatre i 40 en tenien cinc o més. 49 habitatges disposaven pel capbaix d'una plaça de pàrquing. A 49 habitatges hi havia un automòbil i a 21 n'hi havia dos o més.

### Piràmide de població
La piràmide de població per edats i sexe el 2009 era:
| Homes | Edats   | Dones |
| ----- | ------- | ----- |
| 0     | 95 o +  | 0     |
| 0     | 90 a 94 | 4     |
| 4     | 85 a 89 | 12    |
| 0     | 80 a 84 | 0     |
| 8     | 75 a 79 | 8     |
| 0     | 70 a 74 | 0     |
| 20    | 65 a 69 | 12    |
| 8     | 60 a 64 | 4     |
| 0     | 55 a 59 | 12    |
| 0     | 50 a 54 | 0     |
| 4     | 45 a 49 | 0     |
| 8     | 40 a 44 | 0     |
| 0     | 35 a 39 | 4     |
| 0     | 30 a 34 | 4     |
| 4     | 25 a 29 | 4     |
| 4     | 20 a 24 | 0     |
| 0     | 15 a 19 | 0     |
| 0     | 10 a 14 | 0     |
| 0     | 5 a 9   | 4     |
| 0     | 0 a 4   | 0     |

## Economia
El 2007 la població en edat de treballar era de 67 persones, 31 eren actives i 36 eren inactives. De les 31 persones actives 28 estaven ocupades (19 homes i 9 dones) i 3 estaven aturades (1 home i 2 dones). De les 36 persones inactives 20 estaven jubilades, 2 estaven estudiant i 14 estaven classificades com a «altres inactius».

### Ingressos
El 2009 a Salettes hi havia 84 unitats fiscals que integraven 156 persones, la mediana anual d'ingressos fiscals per persona era de 12.739 €.

### Activitats econòmiques
Dels 3 establiments que hi havia el 2007, 1 era d'una empresa alimentària, 1 d'una empresa d'hostatgeria i restauració i 1 d'una empresa immobiliària.
L'únic establiment comercial que hi havia el 2009 era una fleca.
L'any 2000 a Salettes hi havia 17 explotacions agrícoles que ocupaven un total de 368 hectàrees.

## Poblacions més properes
El següent diagrama mostra les poblacions més properes.